# ASKÖ Gmünd
Der FC ASKÖ Gmünd, ist ein Fußballverein aus der Kärntner Stadt Gmünd in Kärnten. Der Verein gehört dem Kärntner Fußballverband (KFV) an und spielt seit der Saison 2023/24 in der Unterliga West, der fünfthöchsten Spielklasse.

## Geschichte
Der FC ASKÖ Gmünd wurde 1958 gegründet. Der Verein spielte über Jahrzehnte in den unteren Spielklassen Kärntens. In der Saison 2006/07 wurde Gmünd schließlich mit einem Vorsprung von drei Punkten auf den SV Sachsenburg Meister der Gruppe West in der Unterliga und stieg somit erstmals in die viertklassige Kärntner Liga, die höchste Spielklasse des Bundeslandes, auf. Die Debütsaison in der Landesliga verlief allerdings nicht nach Wunsch, mit 87 Gegentreffern war man die Schießbude der Liga und stieg folglich als Tabellenletzter mit nur 15 Punkten wieder in die Unterliga ab.
Wieder in der Unterliga angekommen, lief es auch in der fünften Liga für die Gmündner nicht rund, in der Saison 2008/09 belegte man Rang 13 und entging dem Abstieg nur knapp. In der Saison 2009/10 rutschte man schließlich auf Platz 14 ab und stieg somit in die sechstklassige 1. Klasse ab. In dieser belegte man in der Saison 2010/11 Platz fünf. In der darauffolgenden Spielzeit wurde Gmünd schließlich mit einem Vorsprung von elf Zählern auf Vizemeister ASKÖ Dellach/Drau Meister der Gruppe A in der 1. Klasse und stieg nach zwei Jahren wieder in die Unterliga auf. Nach dem Meistertitel in der 1. Klasse folgte direkt nach dem Aufstieg 2012/13 der Meistertitel in der Gruppe West der Unterliga, wodurch man nach fünf Jahren wieder in die Landesliga aufstieg.
Anders als beim Debüt gelang dem Verein in der Saison 2013/14 als Zehnter der Klassenerhalt in der vierthöchsten Spielklasse. In der Saison 2014/15 erreichte man mit einem fünften Platz das bis dato beste Ergebnis der Vereinsgeschichte. In der Saison 2015/16 wurde Gmünd Sechster. In der Saison 2016/17 ging es wieder Richtung Abstiegsränge, mit Platz 13 belegte man den letzten Nichtabstiegsplatz, auf die Abstiegsränge hatte man nur fünf Zähler Vorsprung. In der Saison 2017/18 wurde es noch knapper, man beendete die Spielzeit auf Rang 14, erneut dem letzten Nichtabstiegsplatz, und hatte diesmal nur vier Punkte Vorsprung auf den Absteiger SV Kraig. In der Saison 2018/19 konnte man sich als Achter wieder im Mittelfeld festigen.
In der Saison 2019/20 hatte man erstmals eine realistische Chance auf den Aufstieg in die Regionalliga, zur Winterpause belegte man den ersten Rang. Allerdings wurde die Saison nach der Winterpause aufgrund der COVID-19-Pandemie abgebrochen. Dadurch verpasste man zwar den Aufstieg, auf den man später, nachdem sich der ATSV Wolfsberg zurückgezogen hatte und ein Regionalligaplatz frei wurde, auch freiwillig verzichtete, durfte aber immerhin in der darauffolgenden Saison im ÖFB-Cup debütieren. In der ersten Runde hätte Gmünd auf den Bundesligisten SV Mattersburg treffen sollen, Mattersburg stellte jedoch vor Saisonbeginn den Spielbetrieb ein, wodurch die Kärntner kampflos in die zweite Runde aufstiegen. Für die zweite Runde bekam man den Europacupteilnehmer TSV Hartberg zugelost. Diesem unterlag man erst in der Verlängerung. Die Liga-Saison wurde COVID-bedingt wieder abgebrochen. In der Saison 2021/22, die wieder zu Ende gespielt wurde, wurde Gmünd Zwölfter. Die Saison 2022/23 beendete der Klub auf dem 17. und damit letzten Rang, womit der Verein nach zehn Jahren wieder in die Unterliga abstieg.